# Salvia brandegeei
Salvia brandegeei là một loài thực vật có hoa trong họ Hoa môi. Loài này được Munz miêu tả khoa học đầu tiên năm 1932.

## Hình ảnh

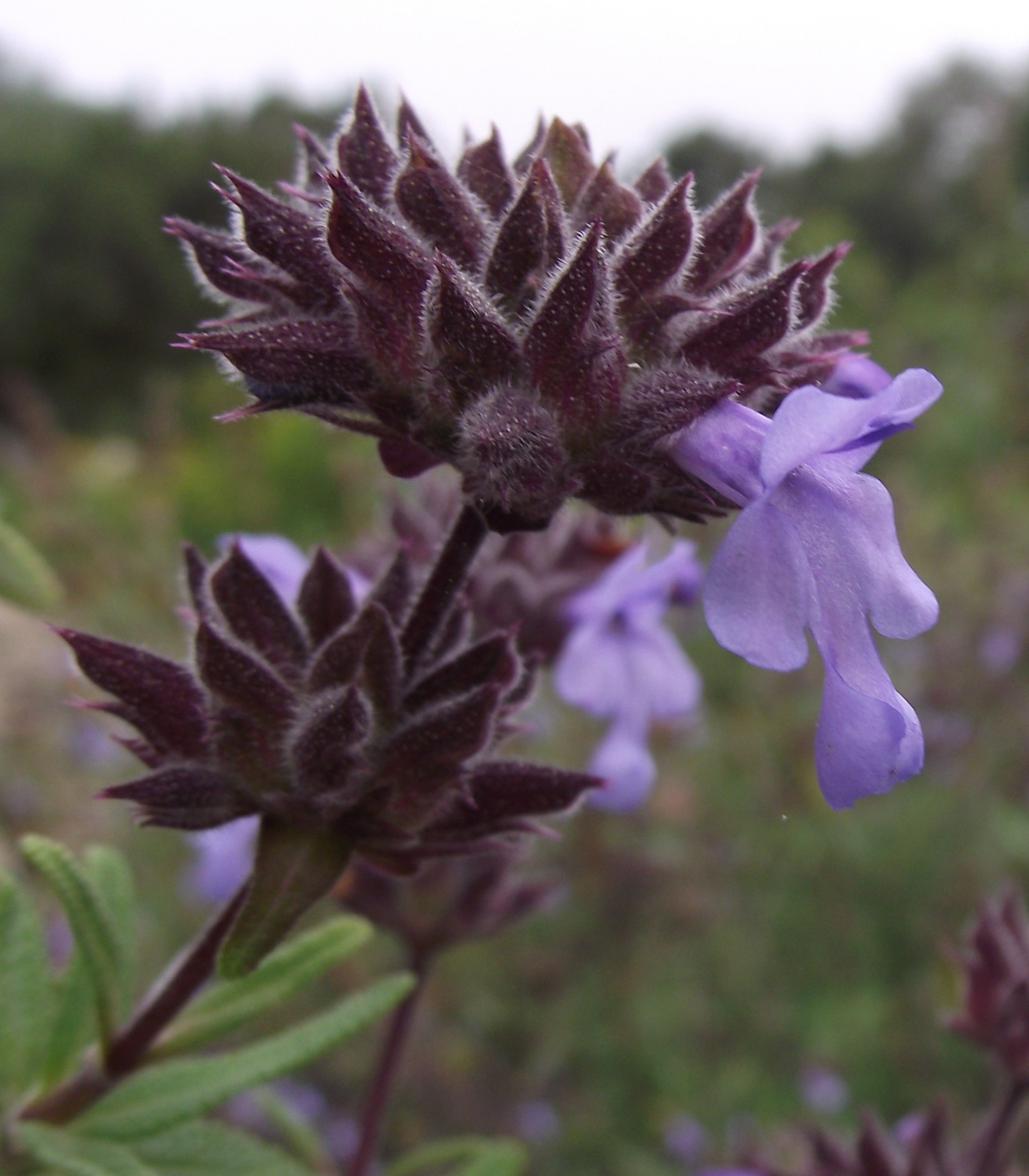